# سامو (بازیکن فوتبال)
سامو (انگلیسی: Samu؛ زادهٔ ۲۱ آوریل ۱۹۹۶) بازیکن فوتبال اهل پرتغال است.
از باشگاه‌هایی که در آن بازی کرده‌است می‌توان به باشگاه فوتبال بوآویشتا اشاره کرد.
وی همچنین در تیم ملی فوتبال زیر ۱۹ سال پرتغال بازی کرده‌است.